# غروس-غيراو
غرس غراو (بالألمانية: Groß-Gerau) هي district capital، بلدة، Gemarkung، مدينة و بلدة ألمانية تقع في ألمانيا في غروس-غيراو.[بحاجة لمصدر] يقدر عدد سكانها بـ 23,549 نسمة .

## المدن التوأمة
مدن بريجنول، تيلت ‏، Szamotuły و برونيك هي مدن توأمة لـغرس غراو.

## أعلام
- أندرياس هاينز
- مايكه فيتسل
- لورا سانشيز
- لودفيغ روث
- رودلف شتال
- أنديرا فايس